# Веттори, Пьеро
Пьеро Веттори (итал. Piero Vettori, лат. Petrus Victorius; 1499, Флоренция — 8 декабря 1585, Флоренция) — итальянский гуманист, литератор, философ, дипломат.
Он родился во Флоренции в 1499 г., учился в Пизе и Риме. Когда флорентийцы восстали и выгнали герцога Александра Медичи, Веттори был послан в Венецию склонить дожа к союзу с новой республикой; поручение было исполнено мастерски, и обрадованный город избрал Веттори своим гонфалоньером. Во время осады Флоренции Карлом V Веттори поддерживал мужество граждан блестящими речами.
Когда умер враг Веттори, папа Климент VII (тоже Медичи), герцог Александр поручил Веттори кафедру классического красноречия. 6 янв. 1537 г. во Флоренции снова вспыхнуло восстание, Александр был убит, и на престол вступил Козимо I Медичи; встревоженный Веттори бежал в Рим, но ласковое приглашение умного Козимо побудило его возвратиться во Флоренцию, где через пять лет его выбрали консулом академии; он отказался от почетного титула и принял только кафедру древней литературы. Лекции его составили по новизне взглядов, свежести изложения и мастерским приемам эпоху в Европе; во Флоренцию собирались слушатели отовсюду, и в числе студентов было немало венценосных особ; первый год Веттори читал о Софокле и Цицероне, а во второй — об Аристотеле и «Георгиках» Вергилия. Среди многих учеников Веттори — филолог и теоретик музыки Джироламо Меи.
Свободный от пут схоластики, Веттори поражал современников своими познаниями и идеями. Он защитил в 1573 г. «Декамерон», которому угрожал костер, а в 1578 г. выпустил новое издание Макиавелли; много сделал также для научной критики классических текстов.
Главными его работами считаются: комментарии на «Риторику», «Поэтику», «Политику» и «Мораль» Аристотеля, «Petri Victorii variarum lectionum libri XXXVIII» (1553—1582), десять книг «Еріstolae», тринадцать книг «Orationes».
Он издал тщательно исправленные сочинения Цицерона, Теренция, Варрона, Саллюстия, Платона и Ксенофонта; также издал «Флорентийские пандекты», трактат Гиппарха и Ахилла-Тотия об «Астрономии», Арата и отрывки из Дионисия Галикарнасского. После Веттори осталась масса рукописей, которые хранятся в настоящее время в Мюнхене. Биографию Веттори писали Бенивьени (1585) и Бандини (1758); обе напечатаны во Флоренции.